# Константин Хадија
Константин Хадија (1809-1888) био је српски политичар који је служио као секретар Милоша Обреновића.

## Биографија
Рођен је у Земуну и млађи је син Јосифа Хадије, док се његов деда звао такође Константин (рођен 1755), био је Грк и преселио се у Земун из Мелника у Бугарској, а био је златар. Његова баба по оцу била је Франциска Крајзен, ћерка власника пиваре у Зрењанину. Пивара је тада била у власништву његовог деде Константина. Ујаци по оцу били су му Панајот и Константин (Коста), а тетке Розина Терезија, Јелисавета и Марија. Његов рођак по оцу био је Обрад Константиновић, војни заповедник у Јадру и таст Анке Обреновић.
Оженио се Јеленом Обреновић, ћерком Јеврема Обреновића.